# Alstera
Alstera, německy Alster, je řeka v Holštýnsku, pravobřežní přítok Labe, s nímž se slévá v Hamburku. Pramení u obce Henstedt-Ulzburg, je dlouhá 56 km a na svém dolním toku vytváří dvě jezera: větší Vnější Alsteru (Außenalster) a menší Vnitřní Alsteru (Binnenalster).